# پایگاه علمی ویژه

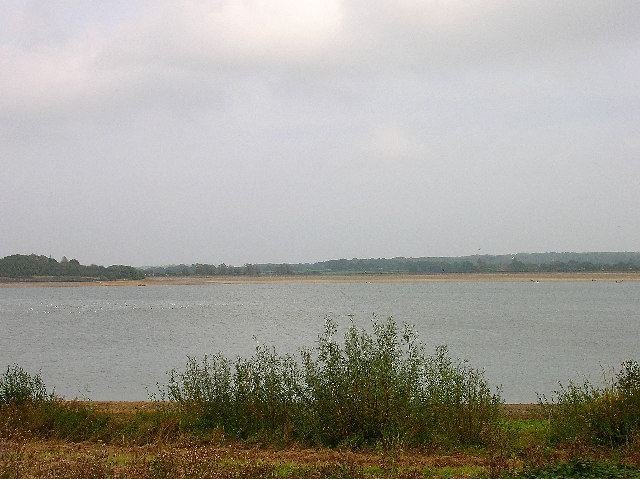
سد آرلینگتون، 99.4 ha پایگاه علمی ویژه زیستی در آرلینگتون، ساسکس شرقی

یک پایگاه علمی ویژه (به انگلیسی: Site of Special Scientific Interest) در بریتانیای کبیر یا یک منطقه علمی ویژه در جزیره من و ایرلند شمالی یک نام حفاظتی است که یک منطقه حفاظت شده در بریتانیا و جزیره من را نشان می‌دهد. پایگاه‌های علمی ویژه، پایه اصلی قانون حفاظت از طبیعت مبتنی بر پایگاه هستند و بیشتر تعیین‌های قانونی حفاظت از طبیعت/زمین‌شناسی در بریتانیا بر اساس آن‌ها هستند، از جمله ذخیره‌گاه‌های طبیعی ملی، سایت‌های رامسر، مناطق حفاظتی ویژه، و حفاظت مناطق ویژه.